# スペキュラム合金
スペキュラム合金（スペキュラムごうきん、英：Speculum metal）はスズの成分比が40%程度と多い、銅-スズ合金である。反射望遠鏡の反射鏡の材料として使用された。
銅-スズの合金は一般的に青銅と呼ばれるが、現在では実用合金としてのスズの成分比は、10%程度までのものが用いられる。銅-スズ合金の組織は、スズの成分比が多くなると、銅の成分比が80at%のδ相（Cu4Sn）、75at%のε相（Cu3Sn）、54.5at%のη相（Cu6Sn5）などの金属間化合物相が現れる。金属間化合物の存在が、ガラスに比べて空気中の水分を吸着しにくく曇りにくい性質をもたらすことから、反射鏡の材料として選ばれたと思われる。性能を上げるためにヒ素が添加されたが、酸化による反射率の低下がみられることや、もともと銅合金がアルミニウムなどに比べて反射率が高くないことから、その後に反射望遠鏡の材料はガラスに銀めっき、またはアルミニウムのめっきにコーティングという方法に変わっていく。
機械的な性質は硬くてもろい合金である。最近は、金属アレルギーの原因であるニッケルめっきの代替皮膜や、リチウムイオン電池の新しい負極材料として再度着目されている。
| スタブアイコン | サブスタブ | この項目は、まだ閲覧者の調べものの参照としては役立たない、工学・技術に関連した書きかけの項目です。この項目を加筆・訂正などしてくださる協力者を求めています。 |